# 민복기
민복기(閔復基, 1913년 12월 12일 ~ 2007년 7월 13일)는 대한민국의 법조인이다. 경성제국대학 법학부 졸업 후 경성지방법원 판사, 대통령 비서관, 검찰총장, 법무부장관, 대법원장, 국정자문회의 위원 등을 지냈다. 국민훈장 무궁화장을 수여받았다. 본관은 여흥이다.

## 생애
1913년 12월 12일 경성에서 일제 자작 민병석(일제 후작 이완용과 사돈지간)과 청송 심씨 심경섭(沈卿燮)의 둘째 아들로 태어났다.
1936년 일본 고등문관시험 사법과에 합격하고, 1937년 3월 31일 경성제국대학 법학부를 졸업하였다.
1940년 경성지방법원 판사에 취임하였다. 이후 경성복심법원 판사를 역임하였다.
미 군정청 사법부 법률기초국장 겸 법률심의국장을 역임하고, 법무부 검찰국장 겸 대검찰청 검사, 서울지검 검사장, 대통령 비서관, 법무부 차관을 역임하였다. 1954년 11월 30일 현재 외자구매처 차장으로 재직 중이었다. 1955년부터 1956년까지 검찰총장, 1963년부터 1966년까지 법무부장관을 역임하였다. 1968년 10월 21일 제5대 대법원장에 취임, 1973년 3월 14일에 다시 제6대 대법원장으로 연임하여 초대 대법원장인 김병로보다 10개월이 더 많은 10년 2개월간 대법원장으로 재직하여 이는 역대 최장수 대법원장이다.
1975년 4월 8일 대법원장 재임시, 이른바 인혁당 사건(인혁당재건위 사건)의 상고를 기각해 8명의 사형과 8명의 무기징역, 그 외 피고들에게 15~20년 징역형 등을 확정했다. 1978년 12월 21일 정년퇴임하였다. 이로써 초대 김병로 대법원장의 재직기간 9년 4개월보다 10개월이 더 많은 10년 2개월간을 재직함으로써 법조 사상 최장수 대법원장 기록을 세우며 떠날 때 퇴임식에서 "사법시설 근대화, 법관 처우개선 등 취임 당초 약속했던 일들을 대과없이 이루고 정년으로 사법부의 장직을 떠나게 됨을 영광스럽게 생각한다"며 "법 현실과 이념 사이의 거리 속에서 말 못할 고충을 지니게 되는 것이 법관의 숙명이겠으나 앞으로도 국민의 신뢰를 더욱 얻을 수 있는 사법부를 이루게 해달라 내 재임시의 공과는 후세의 역사가 심판할 것이다"고 했다.
1975년 12월 3일에 전국 법원장 회의에서 "일부에서 법원이 위축돼있다는 평이 나돌고 있는데 법관은 위축됨이 없이 전인격과 전역량을 발휘하여 무엇이 국가와 국민을 위하여 최선이며 사법권의 권위를 앙양시키는 길인가를 신중히 판단하여 재판하라"며 "사법권의 독립은 법관 자신의 두 어깨에 짊어져 있는 것이므로 현실을 직시하여 소신껏 재판에 임하라"고 지시하면서 특히 구속영장 발부율이 94%라는
것에 대해 "신중하지 못하다"고 지적했다.
1980년 국정자문회의 위원에 위촉됐다. 1981년 4월 23일 전두환에 의해 국정자문회의 위원에 선출되었다. 1987년 11월 4일 총리공관에서 열린 만찬에 국무총리 김정렬의 초청을 받았다.

## 사후
2008년 민족문제연구소에서 친일인명사전에 수록하기 위해 정리한 친일인명사전 수록예정자 명단 사법 부문에 선정되었다. 2005년 서울대학교 교내 단체가 발표한 '서울대학교 출신 친일인물 1차 12인 명단'에도 포함되었다.

## 가족 관계
아내와 3남 2녀가 있다.
- 할아버지: 민관식(閔觀植)
  - 아버지: 민병석 (閔丙奭, 1858년 ~ 1940년) - 조선 말기의 정치인으로 일제 후작 이완용의 사돈이자 일제 강점기에 일제 통치에 적극 협조, 일제 자작
  - 어머니: 청송 심씨 심경섭(沈卿燮) - 심재민(沈在民)의 딸, 형조판서 심광언(沈光彦)의 후손
  - 처숙부: 이병도(李丙燾, 1896년 9월 20일 ~ 1989년 8월 14일). 역사학자, 대학교수
    - 형: 민홍기(閔弘基) - 일제 자작(아버지 민병석 사후 습작)
      - 아들: 민경성(閔庚成) - 기업인
      - 아들: 민경택(閔庚宅, 1935년 3월 10일 ~ 1996년 사망) - 법조인
      - 아들: 민경삼(閔庚三) - 기업인

## 참고 문헌
- 민복기(閔復基) - 국사편찬위원회
- 대한연감 4288년판
- 방학진, 대한민국 최고의 관운을 타고 난 민복기 - 희대의 사법살인 '인혁당' 사건, 누가 책임져야 하나[깨진 링크(과거 내용 찾기)] 《참말로》 (2006.4.15)
- 《중앙일보》 (2007.7.14) 삶과 추억/ 원로 법조인 민복기씨 별세

|  | 제1대 법무부 검찰국장 1948년 11월 4일 ~ 1949년 6월 21일 | 후임 이태희 |

| 전임 김윤근 | 제5대 법무부 차관 1951년 11월 30일 ~ 1952년 5월 26일 | 후임 정재환 |

|  | 제1대 해무청장 1955년 2월 26일 ~ 1955년 9월 30일 | 후임 홍진기 |

| 전임 한격만 | 제5대 검찰총장 1955년 9월 30일 ~ 1956년 7월 5일 | 후임 정순석 |

| 전임 장영순 | 제16대 법무부 장관 1963년 4월 22일 ~ 1963년 12월 16일 | 후임 민복기 |

| 전임 민복기 | 제17대 법무부 장관 1963년 12월 17일 ~ 1964년 5월 10일 | 후임 민복기 |

| 전임 민복기 | 제18대 법무부 장관 1964년 5월 11일 ~ 1966년 9월 25일 | 후임 권오병 |

| 전임 조진만 | 제5·6대 대법원장 1968년 10월 21일 ~ 1973년 3월 13일 1973년 3월 14일 ~ 1978년 12월 21일 | 후임 (권한대행)이영섭 |